# Gokarna
Gokarna är en ort i Indien.   Den ligger i distriktet Uttar Kannada och delstaten Karnataka, i den sydvästra delen av landet, 1 600 km söder om huvudstaden New Delhi. Gokarna ligger 3 meter över havet och antalet invånare är 25 851.
Terrängen runt Gokarna är huvudsakligen platt, men åt nordost är den kuperad. Havet är nära Gokarna åt sydväst. Runt Gokarna är det ganska tätbefolkat, med 214 invånare per kvadratkilometer. Närmaste större samhälle är Kumta, 17,4 km sydost om Gokarna. Omgivningarna runt Gokarna är en mosaik av jordbruksmark och naturlig växtlighet.